# Joseph MacDonald
Pour les articles homonymes, voir MacDonald.
Joseph MacDonald est un directeur de la photographie américain, né le 15 décembre 1906 à Mexico et mort le 26 mai 1968 à Woodland Hills (Los Angeles).

## Filmographie
- 1935 : Rosa de Francia
- 1935 : Te quiero con locura
- 1938 : Règlement de comptes (Fast Company) d'Edward Buzzell
- 1941 : Charlie Chan in Rio (en)
- 1942 : The Man Who Wouldn't Die
- 1942 : The Postman Didn't Ring
- 1942 : Little Tokyo, U.S.A. (en)
- 1942 : That Other Woman
- 1942 : Quiet Please: Murder (en)
- 1943 : Fleur d'hiver (en) (Wintertime)
- 1944 : In the Meantime, Darling
- 1944 : Le Grand Boum (The Big Noise)
- 1944 : Sunday Dinner for a Soldier
- 1945 : Captain Eddie
- 1946 : Shock
- 1946 : Behind Green Lights
- 1946 : L'Impasse tragique (The Dark Corner)
- 1946 : La Poursuite infernale (My Darling Clementine)
- 1947 : La Rose du crime (Moss Rose) de Gregory Ratoff
- 1948 : Appelez nord 777 (Call Northside 777)
- 1948 : La Dernière Rafale (The Street with No Name)
- 1948 : La Ville abandonnée (Yellow Sky)
- 1949 : Les Marins de l'Orgueilleux (Down to the Sea in Ships)
- 1949 : It Happens Every Spring
- 1949 : L'Héritage de la chair (Pinky)
- 1950 : Panique dans la rue (Panic in the Streets)
- 1950 : Stella
- 1951 : La Marine est dans le lac (You're in the Navy Now)
- 1951 : Quatorze heures (Fourteen Hours)
- 1951 : Rendez-moi ma femme (As Young as You Feel)
- 1952 : Viva Zapata !
- 1952 : Deux Durs à cuire (What Price Glory)
- 1952 : La Sarabande des pantins (O. Henry's Full House)
- 1953 : Niagara
- 1953 : Titanic
- 1953 : Le Port de la drogue (Pickup on South Street)
- 1953 : Comment épouser un millionnaire (How to Marry a Millionaire)
- 1954 : Le Démon des eaux troubles (Hell and High Water)
- 1954 : La Lance brisée (Broken Lance)
- 1954 : Les femmes mènent le monde (Woman's World)
- 1955 : Le Cercle infernal (The Racers)
- 1955 : La Maison de bambou (House of Bamboo)
- 1955 : Le Train du dernier retour (The View from Pompey's Head)
- 1956 : On the Threshold of Space (en)
- 1956 : L'Impudique (Hilda Crane)
- 1956 : Derrière le miroir (Bigger Than Life)
- 1956 : L'Enfant du divorce (Teenage rebel)
- 1957 : Le Brigand bien-aimé (The True Story of Jesse James) de Nicholas Ray
- 1957 : Une poignée de neige (A Hatful of Rain)
- 1957 : La Blonde explosive (Will Success Spoil Rock Hunter?)
- 1958 : Le Bal des maudits (The Young Lions)
- 1958 : 10, rue Frederick (Ten North Frederick) de Philip Dunne
- 1958 : Le Tueur au visage d'ange (The Fiend Who Walked the West) de Gordon Douglas
- 1959 : L'Homme aux colts d'or (Warlock)
- 1960 : Le Héros du Pacifique (en) (The Gallant Hours)
- 1960 : Pepe
- 1961 : The Last Time I Saw Archie (en)
- 1962 : La Rue chaude (Walk on the Wild Side)
- 1962 : Taras Bulba
- 1962 : Des ennuis à la pelle (40 Pounds of Trouble)
- 1963 : Le Dernier de la liste (The List of Adrian Messenger)
- 1963 : Les Rois du soleil (Kings of the Sun)
- 1964 : Flight from Ashiya
- 1964 : Les Ambitieux (The Carpetbaggers)
- 1964 : Le Mercenaire de minuit (Invitation to a Gunfighter)
- 1964 : Rio Conchos
- 1964 : Rivalités (Where Love Has Gone)
- 1965 : Mirage
- 1965 : La Récompense (The Reward)
- 1965 : Les yeux bandés (Blindfold)
- 1966 : Alvarez Kelly
- 1966 : La Canonnière du Yang-Tsé (The Sand Pebbles)
- 1967 : Petit guide pour mari volage (A Guide for the Married Man)
- 1969 : L'Or de Mackenna (Mackenna's Gold)